# 日本高齢者虐待防止学会
日本高齢者虐待防止学会（にほんこうれいしゃぎゃくたいぼうしがっかい、英名 Japan Academy for Prevention of Elder Abuse）は、高齢者虐待防止法の成立を主な目標として活動を展開してきた団体で、高齢者虐待防止に関する学術的及び実践的活動の研究・教育の発展を図るため2003年に設立された学会。
事務局を東京都世田谷区桜上水3-25-40日本大学文理学部社会福祉学科山田祐子研究室内に置いている。

## 活動
- 学術集会の開催、会誌等の発行、調査研究活動の推進など[2]

## 機関誌
- 『高齢者虐待防止研究』　年1回
- ニューズレター　年2回